# Private parts and pieces XI
Private parts and pieces XI; City of dreams is een studioalbum van Anthony Phillips. Phillips bracht vanaf 1976 een tiental muziekalbums uit onder de gemeenschappelijke titel Private parts and pieces. De albums verschenen onregelmatig tussen ander werk door. De albums laten een allegaartje aan stijlen horen. Het is het best te omschrijven als rustige achtergrondmuziek (soundscapes) , hier ook wel enige ambient (Library Music). Anthony Phillips speelde dit album in zijn eentje vol op gitaar en toetsinstrumenten. De platenhoes is afkomstig van Mark Wilkinson.
Het album is een van de laatste albums uitgegeven door Voiceprint Records.

## Muziek
| Nr. | Titel                    | Duur |
| --- | ------------------------ | ---- |
| 1.  | City of dreams I         | 1:05 |
| 2.  | Piledriver               | 1:32 |
| 3.  | King of mountains        | 2:56 |
| 4.  | Coral Island             | 2:38 |
| 5.  | Astral bath              | 3:55 |
| 6.  | City of dreams II        | 1:53 |
| 7.  | Air and grace            | 1:46 |
| 8.  | Tuscan wedding           | 3:14 |
| 9.  | Mystery train I          | 1:38 |
| 10. | Sunset pools             | 1:35 |
| 11. | Sea and Sardinia         | 1:18 |
| 12. | Watching while you sleep | 2:32 |
| 13. | Night owl                | 1:10 |
| 14. | The deep                 | 2:11 |
| 15. | City of dreams III       | 0:57 |
| 16. | Mystery train            | 1:13 |
| 17. | Star’s end               | 1:20 |
| 18. | Doom flower              | 3:08 |
| 19. | Night train to Novrogod  | 1:24 |
| 20. | Sea of tranqullity       | 1:25 |
| 21. | 39 steps                 | 0:57 |
| 22. | Lake of fire             | 0:44 |
| 23. | Realms of gold           | 2:11 |
| 24. | City of dreams IV        | 0:58 |
| 25. | Days of Yore             | 1:01 |
| 26. | Across the steppes       | 2:16 |
| 27. | Act of faith             | 1:05 |
| 28. | Grand master             | 1:25 |
| 29. | Mystery train III        | 0:38 |
| 30. | Anthem for doomed youth  | 3:32 |
| 31. | The homecomming          | 3:07 |